# Ixora maxima
Ixora maxima är en måreväxtart som beskrevs av Berthold Carl Seemann. Ixora maxima ingår i släktet Ixora och familjen måreväxter. Inga underarter finns listade i Catalogue of Life.